# Hoàn Nhân, Bản Khê
Huyện tự trị dân tộc Mãn Hoàn Nhân (tiếng Trung: 桓仁满族自治县, Hán Việt: Bản Khê Mãn tộc Tự trị huyện) Là một huyện tự trị của địa cấp thị Bản Khê, tỉnh Liêu Ninh, Cộng hòa Nhân dân Trung Hoa. Huyện tự trị này có diện tích 3547 km2, dân số năm 2001 là 298.600 người. Trước đây huyện này có tên là Hoàn Đô, là thành của Cao Câu Ly (người Triều Tiên). Thời nhà Đường gọi là Hoàn Châu. Huyện này là nơi sinh sống của các dân tộc Hán, Mãn, Triều Tiên, Hồi. Huyện lỵ đóng ở trấn Hoàn Nhân. Huyện tự trị này có 10 trấn và 3 hương.